# 오야마 케이블카

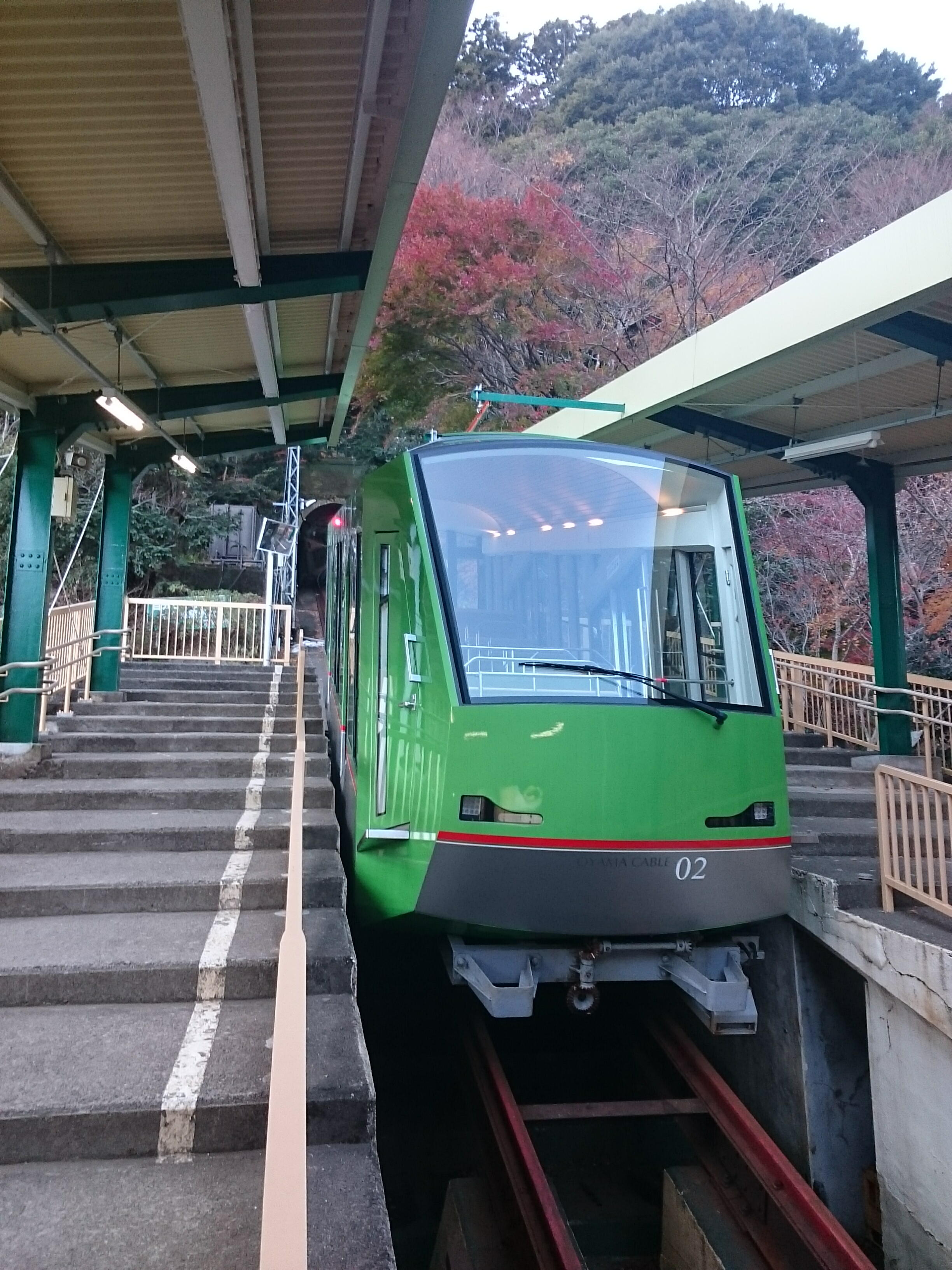
오야마 케이블카 차량

오야마 케이블카는 일본 가나가와현 이세하라시에 있는 오야마 관광 전철이 운행하는 강삭철도이다. 단자와 산지의 남동에 있는 오야마산 중턱에 위치하며 거리는 0.8 km이며 고저차는 278 m이다. 기점인 오야마케이블역, 중간 교행 역인 오야마데라역 및 종점인 아후리신사역의 총 3개역이 있다. 소요 시간은 6분이며 낮 시간대에는 20분 간격으로 운행하고 있으며 한산기에는 운휴할 경우가 있으므로 조심해야 한다.
1931년에 개통, 1944년 운행 중단되어 1965년에 운행 재개하였다. 2008년에는 역 이름이 개칭되었다.

## 접근 수단
오다큐 전철 오다와라선 이세하라역 북쪽 출구 버스 타는 곳에서 오야마 케이블 (일본어: 大山ケーブル) 행 가나가와 중앙 교통 버스를 타고 종점 하차 도보 10분 쯤으로 오야마 케이블 역에 도착할 수 있다.

## 같이 보기
- 일본의 철도 회사 목록